# Телемское аббатство

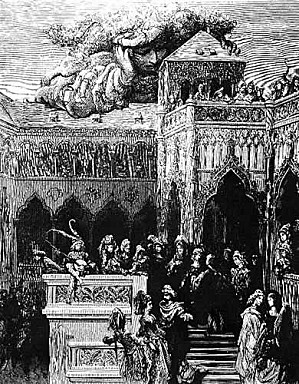
Гаргантюа посещает Телемское аббатство (иллюстрация Гюстава Доре)

Телемское аббатство (фр. Abbaye de Thélème) — первая утопия, созданная французской литературой. Телемское аббатство описано Франсуа Рабле в первой книге романа «Гаргантюа и Пантагрюэль», в главах с LII по LVII.

## Появление аббатства
После победы над королём Пикрохолом великан Гаргантюа и его отец король Грангузье одаривают подарками своих друзей и соратников. Один из них, брат Жан Зубодробитель, отказывается от предложенных ему аббатств и просит позволения построить новое аббатство, такое, которое он хочет сам. Гаргантюа выделяет под аббатство землю и деньги, а также доходы в виде ренты на его содержание.

## Описание
Брат Жан просит создать аббатство, не похожее ни на какое другое. Поэтому в Телемском аббатстве нет окружающей его стены, нет никакого расписания, в него принимают только «таких мужчин и женщин, которые отличаются красотою, статностью и обходительностью». Женщинам запрещено избегать мужского общества, аббатство можно покинуть в любое время. Вместо обетов целомудрия, бедности и послушания его обитателям «надлежит провозгласить, что каждый вправе сочетаться законным образом, быть богатым и пользоваться полной свободой». И вообще, единственное правило устава аббатства гласит «Делай, что хочешь»! Ему же соответствует название аббатства, которое происходит от греческого слова θέλημα, что значит «воля», «желание».
Аббатство и его обитатели представляют собой самый что ни на есть утопический идеал. Роскошное здание аббатства насчитывает «девять тысяч триста тридцать две жилые комнаты, при каждой из которых была своя уборная, кабинет, гардеробная и молельня...». Помимо книгохранилищ и галерей с фресками оно имело ристалище, ипподром, театр, бассейн, бани, парк со зверями, сад с плодовыми деревьями и манежи для игры в мяч. Под стать аббатству (в переводе Н. Любимова «обитель») и те, кто там живёт:

Все это были люди весьма сведущие, среди них не оказалось ни одного мужчины и ни одной женщины, которые не умели бы читать, писать, играть на музыкальных инструментах, говорить на пяти или шести языках и на каждом из них сочинять стихи и прозу. Нигде, кроме Телемской обители, не было столь отважных и учтивых кавалеров, столь неутомимых в ходьбе и искусных верховой езде, столь сильных, подвижных, столь искусно владевших любым родом оружия; нигде, кроме Телемской обители, не было столь нарядных и столь изящных, всегда веселых дам, отменных рукоделиц, отменных мастериц по части шитья, охотниц до всяких почтенных и неподневольных женских занятий.